# أيوليدا حليمية
أيوليدا حليمية (الاسم العلمي: Aeolidia papillosa) هي نوع من الحيوانات تتبع جنس الأيوليدا من الفصيلة الأيوليدية.